# Gustavo Armijos
Gustavo Armijos Morales (Piura, Perú; febrero de 1952 - Lima, marzo de 2021) fue un poeta, periodista y Licenciado peruano en Lengua y literatura por la Universidad Inca Garcilaso de la Vega.

## Biografía
Hijo de Sergio Armijos Morales y Violeta Morales Gómez, nació en Piura el 4 de febrero de 1952. Cursó sus estudios iniciales en el colegio “Los Catetos del Cura Castro”; posteriormente, los estudios primarios y secundarios en el Colegio Salesiano de Piura. Luego ingresó a la universidad a estudiar Periodismo y posteriormente siguió estudios de Lengua y Literatura. Fue periodista profesional y uno de los fundadores del Colegio de Periodistas del Perú (1982) y también del Colegio de Profesores del Perú (2005). El periodismo lo ejerció desde temprana edad, en el diario La Industria de su ciudad natal, luego en el diario El Tiempo y en el diario La Tarde de Piura; y viajó por casi todo el Perú y otros países de América Latina desempeñando misión periodística. En 1990, fue elegido Primer Vicepresidente de la Asociación Nacional de Escritores y Artistas (ANEA). 

## Premios
Obtuvo el Primer Premio de Poesía de la Municipalidad de Lima en 1982, los Juegos Florales de la Universidad Inca Garcilaso de la Vega en 1993, además de los Juegos Florales del Instituto Nacional de Cultura- filial Piura en 1994.

## Obra publicada

### Poesía
Ha publicado los siguientes poemarios:
- Retrato humano (1971),
- Celebraciones de un trovador (1977),
- Liturgia de la Vigilia (1979),
- Tierras del exilio (1982),
- Conversatorio (1989),
- En esta vieja ave & otros poemas (2000),
- Varia canción (2003),
- Acuático / terrestre (2005),
- Acuático / Terrestre (poemas anfibios) (2006),
- Foederis arca y otros poemas (2007),
- Antología mínima (2016),
- Poemas a Moale (2016).
- Poemas rutinarios (2017)
- Antología Personal (2018).

### Como antologador
También ha publicado las compilaciones de poesía:
- Los memorables el 70 (1983),
- Antología de la poesía peruana / los años 70 (1985),
- Poesía peruana contemporánea. Antología de la Tortuga Ecuestre (2003),
- 30 años de Poesía Peruana Contemporánea. Selección de la Tortuga Ecuestre (2003),
- La Tortuga Ecuestre / 40 Aniversario 1973 – 2013. Muestra poética (2013).

### Como editor
En 1973, fundó una de las más longevas y significativas revistas de poesía del Perú, "La tortuga ecuestre", en la que apareció la poesía de la mayor parte de los poetas vivos del Perú.

## Difusión de su obra
Su poesía aparece en diversas antologías. Sus poemas han sido traducidos al inglés, francés, italiano, portugués y alemán.